# Ivan Aguéli
Ivan Aguéli, egentligen Johan Gustaf Agelii, född 24 maj 1869 i Sala, död 1 oktober 1917 i en tågolycka i Barcelona i Spanien, var en svensk målare, religionsfilosof och orientalist. Han tog sig senare namnet Abd Al-Hadi Aqhili (شيخ عبد الهادی عقیلی) efter att ha konverterat till islam. Han blev med sitt nydanande måleri en av den svenska konstens förgrundsgestalter. Enbart genom noggrant avvägda färgtoner framkallade han en känsla av avstånd och ljus i sina målningar, som trots det intima formatet äger en stor monumentalitet.

## Biografi

### Uppväxten
Aguéli hade en tämligen välbärgad uppväxt. Hans far, stallmästaren och veterinären Johan Gabriel Agelii (f. 1821 i Järstorp, Jönköpings län – d. 22 december 1896) var dock en sträng man vars relation till sonen skulle bli dålig hela livet. Modern Anna Stina Nyberg (f. 1838 i Vika socken, Kopparbergs län) var en varm människa som kompenserade det kärlekslösa förhållandet till fadern. Efter flera misslyckade försök till studier under åren 1879–1886 i Sala, Västerås, Falun och Stockholm sändes Aguéli till Visby av fadern 1886. Han blev där uppmärksammad för sin konstnärlighet, och började umgås med Richard Bergh och Karl Nordström. Gotlandsnaturen gav honom 1889 den egentliga impulsen till sitt måleri.
Under ungdomsåren blev han religiöst allt mer influerad av Emanuel Swedenborgs verk, som sedan skulle följa honom genom livet.

### Paris
År 1890 företog Aguéli sin första studieresa till Paris, bytte namn till Ivan Aguéli och lärde känna den nya konsten. Genom Émile Bernard kom han i kontakt med Cézanne, Gauguin och van Gogh.
Aguélis sympati för anarkismen ”som i vårt osunda samhälle vill skapa ett nytt från grunden”, kommer till uttryck i ett brev till Richard Berg 1911:
”Tänk dig en solnedgång och en gryning på samma gång. Dynamitardernas storartade, medvetna, lugna heroism; kulturoffrens hämnd; drömmarna hos utopister och artister, intuition, ett blekt sken låt vara, men som innesluter de första strålarna av solen.” Han satt arresterad i två månader i Mazasfängelset i Paris, misstänkt för anarkistiska konspirationer.
Madame Huot, som han umgicks med, var en tidig djurrättsaktivist, och vissa vill göra gällande att det skulle vara Aguélis förtjänst att tjurfäktningar aldrig slog igenom när man sökte introducera dem i Frankrike. Vid ett festtåg före en tjurfäktning i Paris den 4 juni 1900, sköt han mot två matadorer och sårade den ene. Han dömdes till böter och villkorlig fängelsedom. Processen som följde mynnade ut i att tjurfäktning förbjuds i Frankrike.
Påverkad av Swedenborg gjorde han senare ett uppehåll i sitt målande, då han i stället studerade Koranen och orientaliska språk och skrev konstkritiska artiklar. Han inträdde i islam och tog det muslimska namnet Abd Al-Hadi Aqhili (Abd Al-Hadi betyder "Vägledarens tjänare"). Han levde som fattig i Paris. Under sin andra målarperiod 1911–1917 reste han i Frankrike, Egypten och Spanien.

### Egypten
Aguéli avreste i september 1894 till Kairo, där han vistades i tre perioder. Han var en av de första européer som studerade arabiska och islamisk filosofi vid det anrika al-Azharuniversitetet och kallade sig i slutet av 1890-talet för mohammedan Abdul Hâdi. Han lärde sig att behärska klassisk arabiska till fullo.
Aguéli invigdes i Kairo år 1902 även i en sufiorden som bär namnet Shadhiliyya. Denna orden grundades på 1200-talet och kom i stor utsträckning att företräda den andalusiske sufimästaren Ibn 'Arabis läror. Aguéli var den förste europé att få titeln muqaddim (ombud) i en sufiorden. Han hade med denna ställning rätt att inviga andra och fungera som traditionsbärare. Med största sannolikhet var det Aguéli som år 1911 i Paris initierade en av grundarna till den traditionella skolan, religionsfilosofen René Guénon, i islam och sufismen. Aguéli skrev om bland annat konstteori och likheterna mellan daoism och sufism i Guénons esoteriskt och metafysiskt orienterade tidskrift La Gnose.

### De sista åren

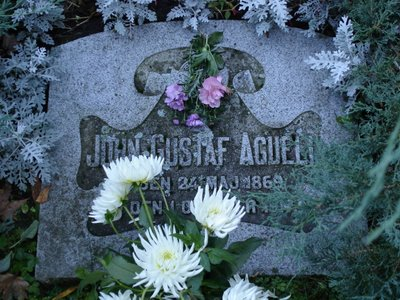
Ivan Aguélis grav vid Kristina kyrka i Sala den 1 oktober 2006.

År 1910 började Aguéli i olika brev klaga på sin allt sämre hörsel. I Stockholm 1911 fick han gå som frielev i Wilhelmsons målarskola, där han gjorde modellstudier. Han visade fyra målningar på sin första utställning, arrangerad av Konstnärsförbundet 1912. Nationalmuseum mottog 1915 som en gåva hans målning Stockholmsmotiv. År 1916 utvisades Aguéli från Egypten, där han vistats i tio år och han begav sig då till Barcelona.
Aguélis dövhet tros ha bidragit till att han omkom i en järnvägsolycka i Barcelona den 1 oktober 1917. Hans måleri betraktas än i dag som före sin tid, och hans konstfilosofiska teori baserad på den islamiska esoterismens enhetstänkande lever kvar i yttrandet ”Konsten är motsatsernas enande”.
Tack vare prins Eugens aktiva intresse räddades Aguélis kvarlåtenskap till Sverige. Hans måleri väckte vid en utställning 1920 sensation genom sin koloristiska mjukhet och genom den personliga förenkling av landskap och ansikten, som ger storhet åt de små skisslapparna. Lika fängslande som målaren är emellertid skribenten Aguéli, särskilt i breven, där till slut konstteorierna ersattes av den enda regeln: "Man är aldrig nog exakt, nog enkel och nog djup". Från samma år (1915) är följande uttalande av Aguéli: "Olyckligtvis måste jag segra, jag är dömd att leva, ty min konst skall en dag förklara mitt livs excentriciteter."

## Biografisk tidslinje[6]
- 1869 – John Gustaf Agelii (antar under sin första resa till Frankrike konstnärsnamnet Ivan Gustave Aguéli) föds i Sala 24 maj.
- 1879–1888 – Skolgång i Sala, Västerås, Falun, Visby och Stockholm. Visar särskilt intresse för geografi och botanik.
- 1889 – Sommaren på Gotland där han ivrigt tecknar och målar. Studierna uppskattas av Richard Bergh och Karl Nordström.
- 1890 – Till Paris. Får kontakt med Émile Bernard och målar i hans ateljé. Stiftar bekantskap med Cezanne och Gauguins måleri.
- 1891 – Får genom Bernard kontakt med ett teosofiskt sällskap, Kommer även in i anarkistkretsar. Tillbaka till Sverige. Tillbringar sommaren i Visby. Besöker Konstnärsförbundets skola i Stockholm.
- 1892 – Målar gatumotiv från innerstaden samt från Stockholms utkanter. Sommaren och hösten på Gotland. Målar landskap inspirerade av Gauguins färgkompositioner och Baudelaires poem Correspondences. Åter till Paris.
- 1893 – Uttrycker i ett brev till Richard Bergh sin stora beundran för Gauguin. Träffar Olof Sager-Nelson.
- 1894 – Träffar Marie Huot, djurrättsaktivist, anarkist, teosof och skaldinna. Arresteras i april misstänkt för anarkistiska konspirationer. Frikänns efter fem månader. Reser i september till Egypten. Slår sig ned i Kairo och återknyter kontakten med Émile Bernard.
- 1895 – Besöker Assiout. Målar studiehuvuden samt egyptiska landskap. Återvänder till Paris. Djupgående språkstudier vid bland annat École speciale des langues orientales vivantes av arabiska, egyptiska, etiopiska, hindustani och sanskrit. Engagerar sig i den turkarmeniska frågan.
- 1896 – Skriver konstkritik för L'Encyclopèdie Contemporaine Illustrée. Fadern avlider den 22 december.
- 1897 – Kortare sommarbesök i Sverige. Vintern i Paris. Fjärmar sig från målarkonsten.
- 1898 – Övergår till islam. Antar namnet Abd al-Hādi ("Vägledarens tjänare"). Fritz Lindström målar det kända porträttet av Aguéli i arabisk dräkt.[7] Träffar Carl Eldh i Paris.
- 1899 – Reser till Ceylon (nu: Sri Lanka) på uppdrag från L’Encyclopédie Contemporaine.[8] Fortsätter därefter till Madras i Indien. Vid årets slut är han åter i Paris.
- 1900 – Avlossar den 4 juni i Deuil revolverskott mot två matadorer i en kampanj mot tjurfäktningar. En av dem såras lätt. Döms till milda böter och villkorligt fängelsestraff. Processen mynnar ut i att tjurfäktning förbjuds i Frankrike.
- 1902–1909 – I Kairo. Utger tillsammans med den italienske läkaren Enrico Insabato tidningarna Il commercio italiano och Il Convito, för att motverka fördomar mellan de europeiska och arabiska folken.
- 1910 – Återigen till Paris. Medverkar i René Guénons tidskrift La Gnose.
- 1911 – I Stockholm för första gången på nio år. Carl Wilhelmson uppmuntrar honom att återuppta måleriet och låter honom gå som frielev vid sin målarskola. Utför modell- och porträttstudier.
- 1912 – I juni tillbaka i Frankrike. Tecknar kroki på l'Académie Humbert. Försöker i ett brev till Richard Bergh intressera Konstnärsförbundet för en utställning av Le Fauconnier, van Dongen, Rouault, Léger och Picasso. Börjar göra sig ett namn som konstkritiker i Paris. Till dem som försöker värva hans medarbetarskap hör Guillaume Apollinaire.
- 1913 – I Touraine. Målar landskap vid Loire, Seine, Oise och Indre. I december till Egypten.
- 1914 – Målar intensivt. Studiehuvuden och egyptiska landskap.
- 1915 – Som första officiella erkännande av Aguélis måleri mottar Nationalmuseum Stockholmsmotiv som gåva av författaren Per Hallström.
- 1916 – Utvisas av de engelska myndigheterna från Egypten på grund av umgänge med turkvänliga egyptier. Till Barcelona. Målar små katalanska landskap i stadens närhet.
- 1917 – Blir den 1 oktober, eventuellt på grund av sin dövhet, överkörd av ett lokomotiv i närheten av Barcelona och avlider.

## Utställningar, jubileer och minnesplatser

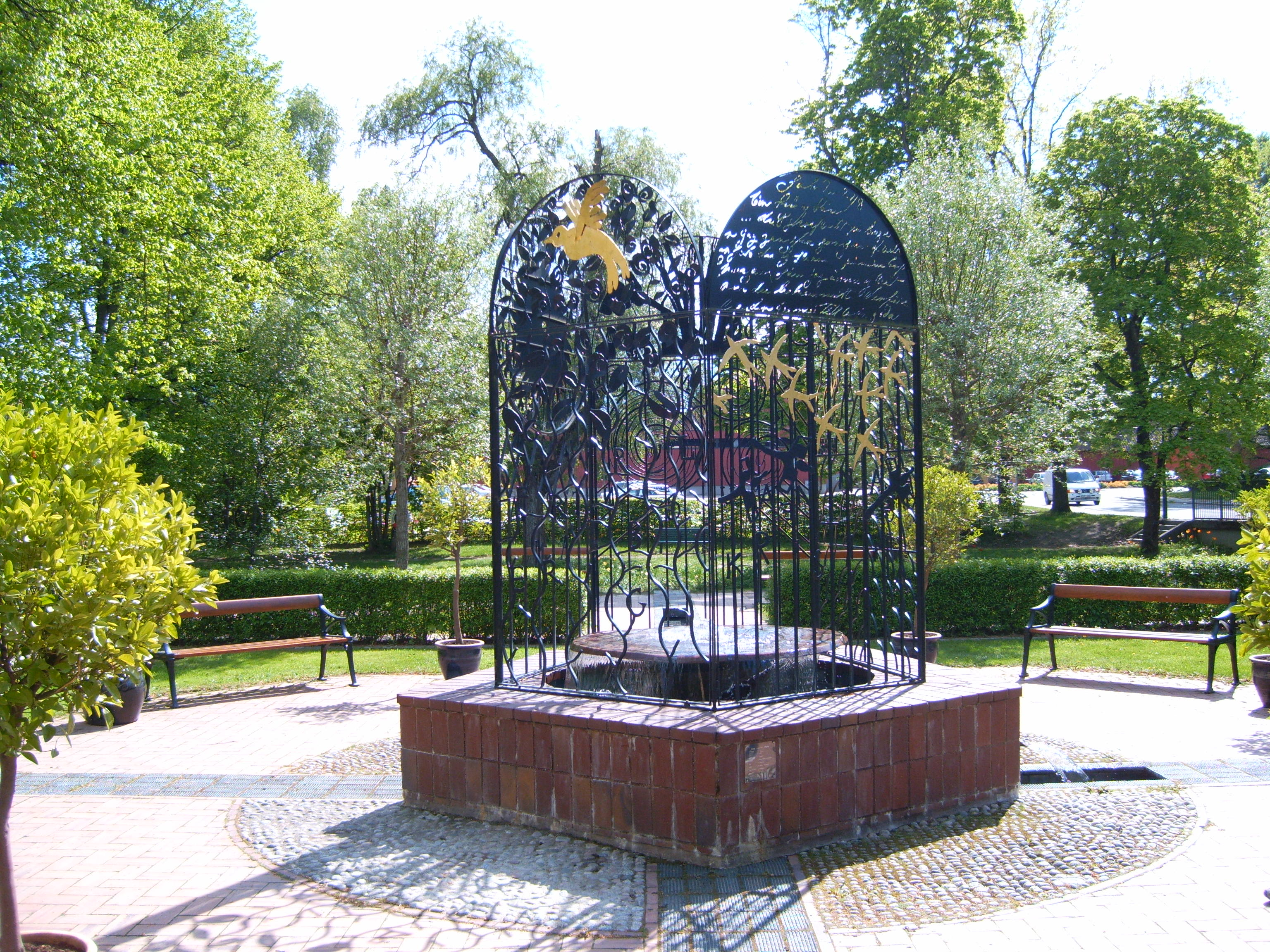
Ivan Aguélis fontän

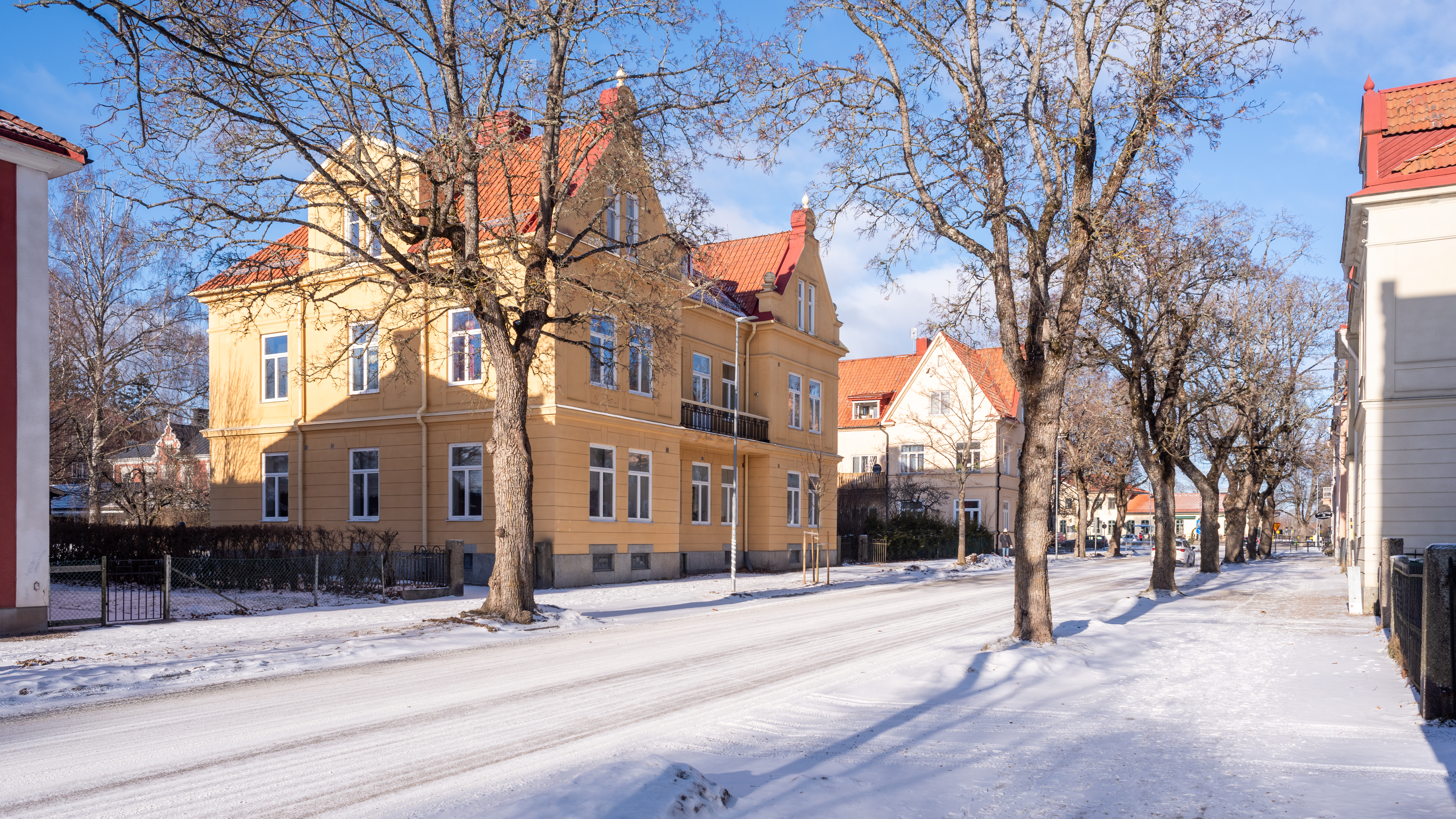
Aguéligatan i Sala.

Den 26 januari 1920 öppnades hos AB Konstverk i Stockholm en minnesutställning av Aguélis efterlämnade arbeten, som tack vare prins Eugens ingripande räddats till Sverige. Övriga Aguéli-utställningar har varit: Nationalmuseum 1939, Konstnärshuset 1947, i Helsingfors 1948 och Samlaren i Stockholm 1948.
År 1969 i samband med 100-årsminnet av Aguélis födelse gav Postverket ut en serie om sex frimärken med motiv från hans verk. I hans uppväxtstad Sala ligger han begravd på den gamla kyrkogården. Här finns också Aguélimuseet, samt sedan år 2000 även ett minnesmärke vid Aguéliplatsen i närheten av hans barndomshem på Aguéligatan.
På Waldemarsudde i Stockholm pågick under 2006 den mest omfattande utställning som ägnats Ivan Aguéli någonsin. Utställningen, som dokumenterats i en jubileumsbok med Hans-Erik Brummer som redaktör, visade vid sidan om Aguélis målningar och teckningar ett jämförande material av hans konstnärsvänner Olof Sager-Nelson och Émile Bernard.
År 2016 uppmärksammade svenska folkpunkbandet Crash Nomada Aguélis verk och liv i hyllningslåten "Ljuset som du sökte", som även släpptes som musikvideo. 
Aguéli finns representerad vid bland annat Göteborgs konstmuseum, Moderna Museet, Västerås konstmuseum, Örebro läns museum, Norrköpings konstmuseum och Prins Eugens Waldemarsudde.

## Galleri

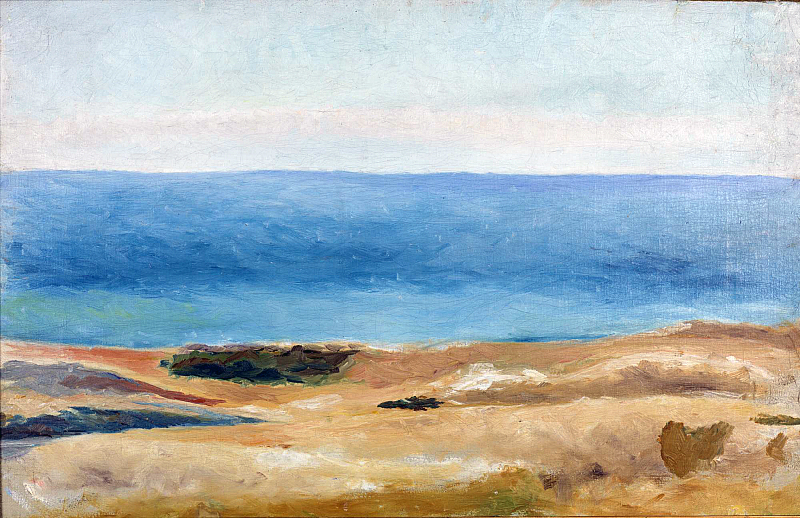
Havsstrand, Gotland (1889)
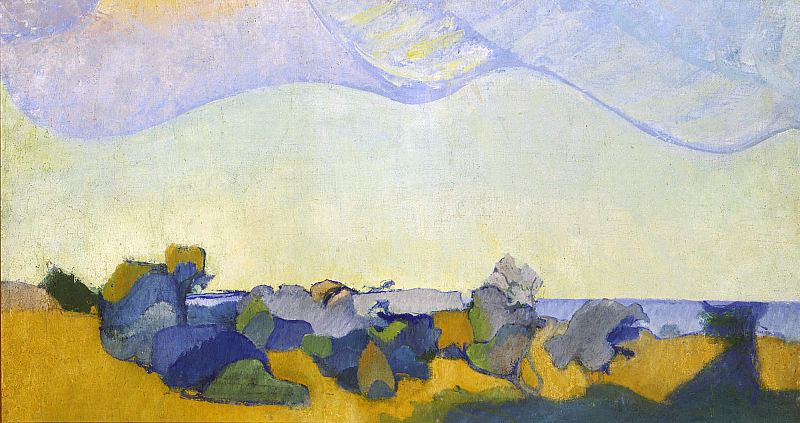
Motiv från Visby I (1892)
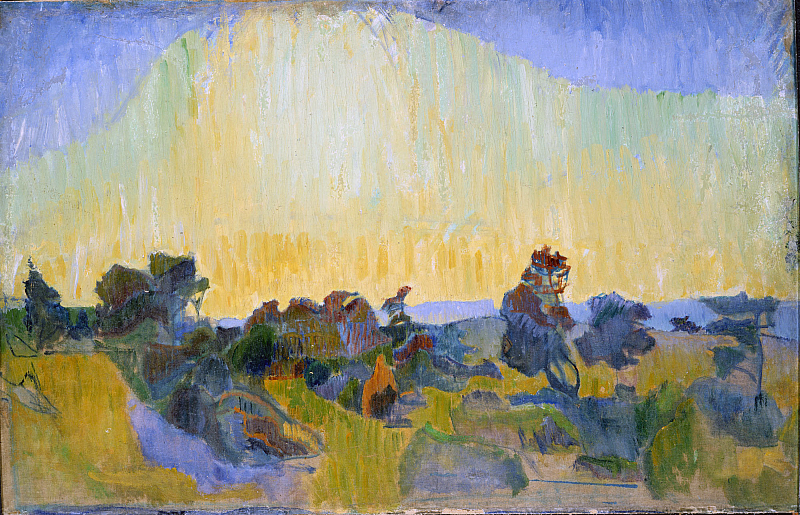
Motiv från Visby II (1892)
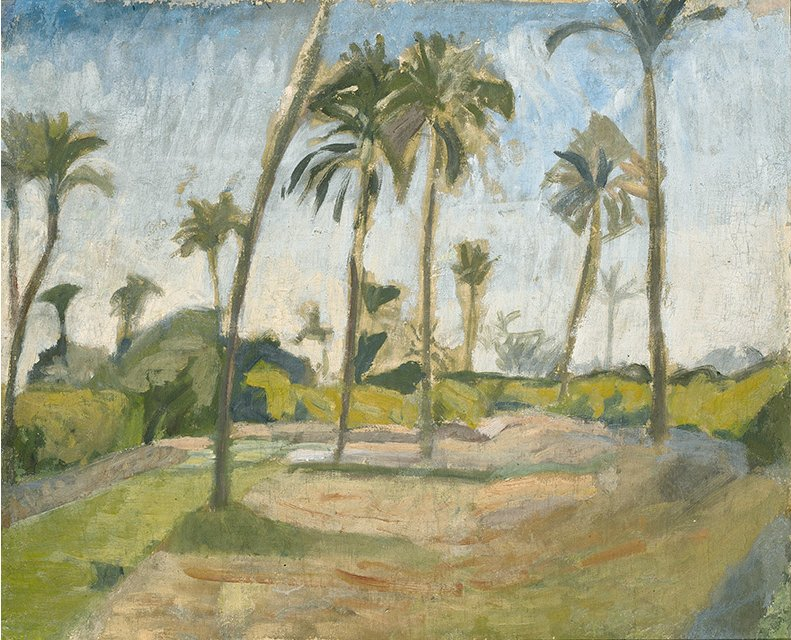
Afrikanskt landskap (c:a 1914)
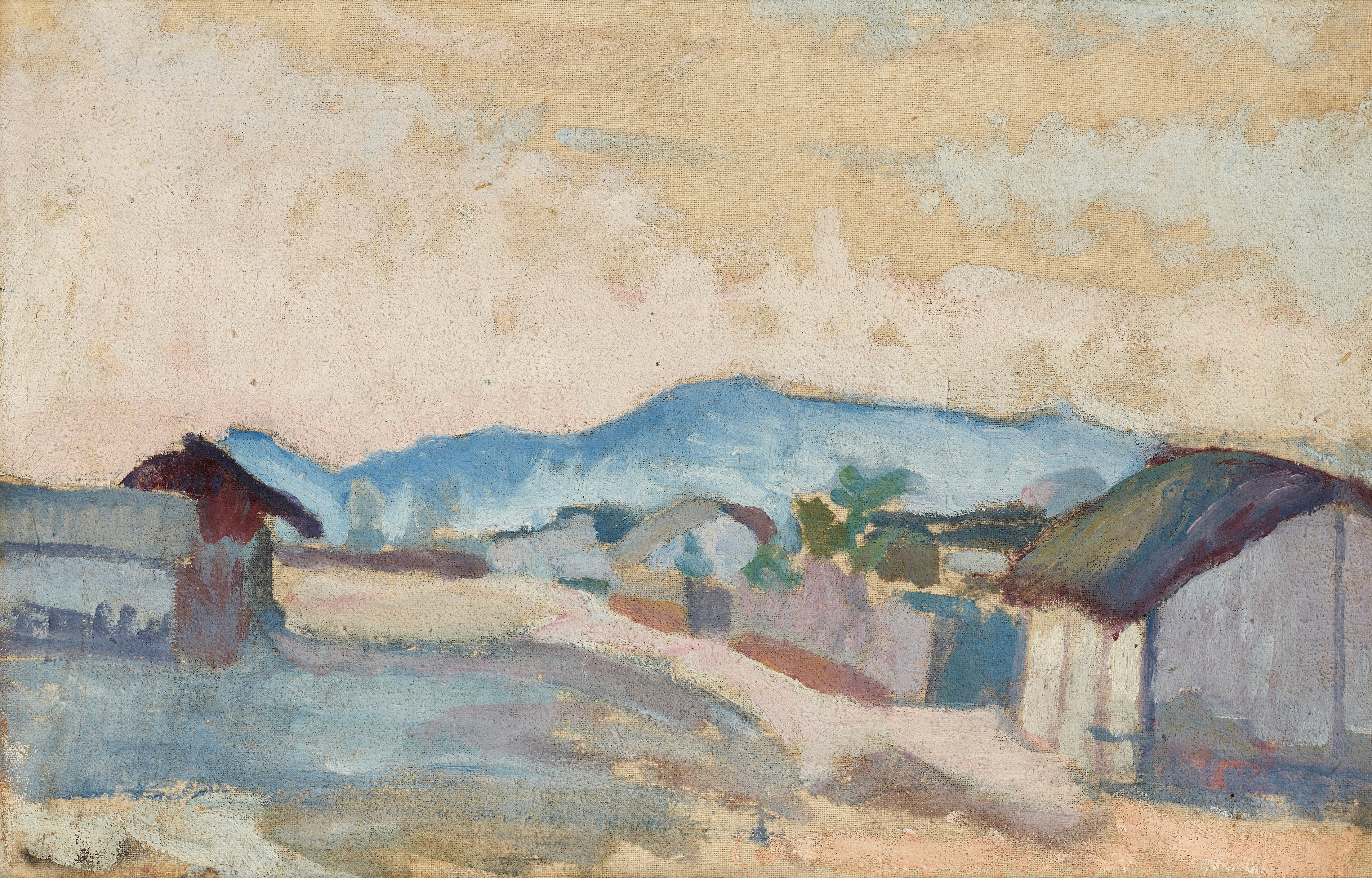
Bergsby (1916)
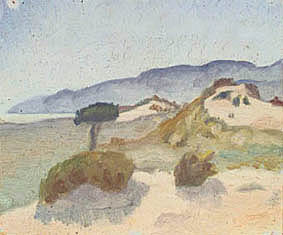
Landskap med sandkullar och havsbukt (c:a 1916)
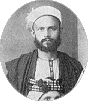
Ivan Aguéli, Kairo (senast 1917)